# Championnat de France de football de deuxième division 1963-1964
Navigation
Division Interrégionale 1962-1963 Division Interrégionale 1964-1965
Le Championnat de France de football D2 1963-1964 avec une poule unique de 18 clubs, voit l’attribution du titre au LOSC Lille Métropole, qui accède à la première division en compagnie du FC Sochaux-Montbéliard et du SC Toulon. À la suite de l’abandon du statut professionnel de deux équipes, le championnat suivant ne comprendra que 16 clubs.

## Les 18 clubs participants
| - AS Aix - RCFC Besançon - AS Béziers - US Boulogne - AS Cannes - AS Cherbourg - US Forbach - FC Grenoble - Le Havre AC | - Lille OSC - Limoges FC - Olympique de Marseille - FC Metz - SO Montpellier - FC Nancy - Red Star Olympique - FC Sochaux - SC Toulon |

## Classement final
| #  | Club                   | Joués | V  | N  | D  | bp:bc | +/- | Points |
| -- | ---------------------- | ----- | -- | -- | -- | ----- | --- | ------ |
| 1  | Lille OSC              | 34    | 22 | 6  | 6  | 62-29 | +33 | 50     |
| 2  | FC Sochaux             | 34    | 16 | 12 | 6  | 62-39 | +23 | 44     |
| 3  | FC Metz                | 34    | 15 | 11 | 8  | 54-40 | +14 | 41     |
| 4  | SC Toulon              | 34    | 19 | 3  | 12 | 55-43 | +12 | 41     |
| 5  | Olympique de Marseille | 34    | 15 | 10 | 9  | 59-47 | +12 | 40     |
| 6  | FC Grenoble            | 34    | 14 | 11 | 9  | 46-36 | +10 | 39     |
| 7  | Le Havre AC            | 34    | 14 | 8  | 12 | 58-55 | +3  | 36     |
| 8  | SO Montpellier         | 34    | 12 | 11 | 11 | 55-57 | -2  | 35     |
| 9  | Limoges FC             | 34    | 14 | 7  | 13 | 52-58 | -6  | 35     |
| 10 | AS Aix                 | 34    | 13 | 8  | 13 | 46-40 | +6  | 34     |
| 11 | Red Star Olympique     | 34    | 13 | 8  | 13 | 53-61 | -8  | 32     |
| 12 | RCFC Besançon          | 34    | 9  | 11 | 14 | 46-56 | -10 | 29     |
| 13 | AS Cannes              | 34    | 10 | 8  | 16 | 47-54 | -7  | 28     |
| 14 | AS Cherbourg           | 34    | 8  | 12 | 14 | 55-69 | -14 | 28     |
| 15 | US Boulogne            | 34    | 9  | 9  | 16 | 50-61 | -11 | 27     |
| 16 | FC Nancy               | 34    | 10 | 7  | 17 | 45-61 | -16 | 27     |
| 17 | US Forbach.            | 34    | 6  | 14 | 14 | 28-43 | -15 | 26     |
| 18 | AS Béziers             | 34    | 5  | 10 | 19 | 23-47 | -24 | 20     |

# position ; V victoires ; N match nuls ; D défaites ; bp:bc buts pour et buts contre
 Victoire à 2 points

## Barrage d'accession
Les clubs de 2e division classés 3e et 4e rencontrent les clubs de 1re division classés 15e et 16e à l'issue du championnat. Chaque équipe rencontre, en matchs aller-retour, les deux équipes de l'autre division. À l'issue de ces huit matchs, un classement est établi et les deux premiers accèdent à la 1re division (ou y restent) tandis que les deux derniers descendent en 2e division (ou y restent).
| Rang | Équipe            | Pts | J | G | N | P | Bp | Bc | Diff |  | Résultats (▼ dom., ► ext.) | SFFC | SCT | RCP | FCM |
| ---- | ----------------- | --- | - | - | - | - | -- | -- | ---- |  | -------------------------- | ---- | --- | --- | --- |
| 1    | Stade français FC | 5   | 4 | 2 | 1 | 1 | 10 | 8  | +2   |  | Stade français FC          |      | 4-1 |     | 2-1 |
| 2    | SC Toulon         | 4   | 4 | 2 | 0 | 2 | 9  | 9  | 0    |  | SC Toulon                  | 3-1  |     | 5-1 |     |
| 3    | RC Paris          | 4   | 4 | 2 | 0 | 2 | 8  | 9  | -1   |  | RC Paris                   |      | 3-0 |     | 2-1 |
| 4    | FC Metz           | 3   | 4 | 1 | 1 | 2 | 8  | 9  | -1   |  | FC Metz                    | 3-3  |     | 3-2 |     |

Le Stade français FC conserve donc sa place en Division 1, mais le RC Paris est relégué en Division 2, remplacé en Division 1 par le SC Toulon. Le FC Metz reste en Division 2.

## À l’issue de ce championnat
- Le LOSC Lille Métropole, le FC Sochaux-Montbéliard et le SC Toulon sont promus en championnat de première division
- Équipes reléguées de la première division : le RC Paris, le Stade de Reims, et enfin l’Olympique gymnaste club Nice Côte d'Azur.
- Les équipes du Le Havre AC et du FC Nancy abandonnent le statut professionnel à l’issue de la saison, et retournent en division régionale amateur.